# Usconophrys
Usconophryidae
Famille
Genre
Usconophrys, unique représentant de la famille des Usconophryidae, est un genre de Ciliés de l’ordre des Peritrichida (classe des Oligohymenophorea). Cependant, Lynn (2010) cite le genre Chilenophrys Jankowski, 1986, comme étant de position taxonomique incertaine (incertae sedis) de la famille des Usconophryidae.

## Description
Les espèces du genre Usconophrys ont une petite taille (< 80 µm). Leur forme est ovoïde, aplatie. Leurs zooïdes sont solitaires ou en couple, attachés au substrat par la lorique ; cette dernière est hémisphérique ou en forme d'urne, avec une ouverture dépourvue d'appareil de fermeture. Leur région buccale présente  une lèvre péristomiale rigide et un disque péristomial extensible, le télotroque (forme larvaire migratrice nageant librement) se formant sur le côté droit du parent (vu de dessus). Leur macronoyau est ellipsoïde. Micronoyau et vacuole contractile sont présents. Le cytoprocte n'a pas été observé.

## Habitat
Les espèces du genre Usconophrys vivent en eau douce, sur les appendices et la cuticule du corps des crustacés isopodes.

## Liste des espèces
Selon GBIF (29 février 2024) :
- Usconophrys aperta (Plate, 1889) Jankowski, 1985 espèce type
- Usconophrys dauricus Jankowski, 1985[3]
- Usconophrys rotunda (Precht, 1935) Clamp, 1991
- Usconophrys spec (Precht, 1935)

## Systématique
Le genre Usconophrys a été décrit par Anatoli Viktorovitch Jankowski (d), en 1985, et la famille monogénérique des Usconophryidae par John C. Clamp (d), en 1991.

## Publications originales
- (ru) A.W. Jankowski, « Life cycles and taxonomy of generic groups Scyphidia, Heteropolaria, Zoothamnium and Cothurnia (class Peritricha) », Trudy zool. Inst., Leningr, vol. 129,‎ 1985, p. 74-100, 104 (en russe avec résumé en anglais)
- (en) J. C. Clamp, « Revision of the family Lagenophryidae Bütschli, 1889 and description of the family Usconophryidae n. fam. (Ciliophora, Peritricha) », Journal of Protozoology, Wiley, vol. 38, no 4,‎ 1er juillet 1991, p. 355-377 (ISSN 0022-3921 et 2375-0804, PMID 1787423, DOI 10.1111/J.1550-7408.1991.TB01373.X, lire en ligne).